# Borntosten
Borntosten ist mit knapp 100 Einwohnern der kleinste Ortsteil der Stadt Marsberg, Nordrhein-Westfalen (Deutschland). Bis zur kommunalen Neugliederung in Nordrhein-Westfalen 1975 war das Dorf eine selbstständige Gemeinde im Amt Niedermarsberg.

## Geographie
Borntosten liegt etwa 7,5 km südlich der Kernstadt von Marsberg im westlichen Randbereich des Waldecker Tafellandes. Mit einer Höhenlage zwischen etwa 370 m ü. NN und 430 m ü. NN weist Borntosten mit einem mäßig-stark hügeligen Relief einen ausgeprägten Hochflächencharakter auf.
Größere Gewässer sind im Bereich der Gemarkung nicht zu finden.
Benachbarte Ortschaften sind im Nordwesten Giershagen und im Nordosten Leitmar, beides Ortsteile von Marsberg. Im Süden grenzt Borntosten an die nordhessische Gemeinde Diemelsee, deren Ortsteil Adorf liegt etwa 4,5 km im Südwesten.

## Geschichte

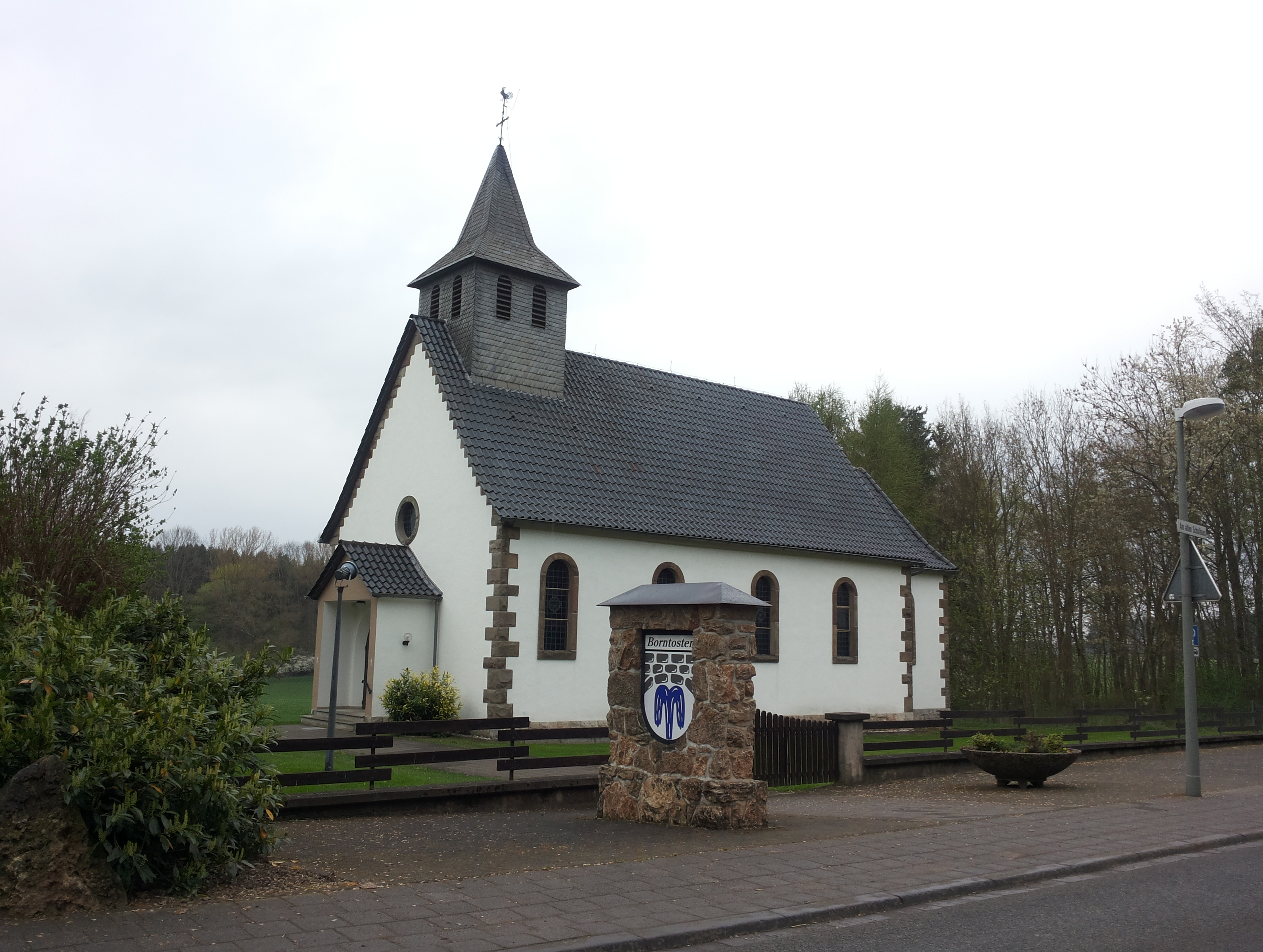
St. Elisabeth Kapelle

In älteren Urkunden wurde der Ort als Ostheim bezeichnet. In einer Urkunde aus dem 15. Jahrhundert wurde er als Cansteiner Besitz erwähnt. Ostheim fiel um 1490 wüst. In welchem Zeitraum es neu besiedelt wurde, ist nicht belegt.
Ab Anfang 1945 überflogen jeden Tag Bombergeschwader und Tiefflieger das Dorf. Die tief fliegenden Jagdbomber und Jagdflugzeuge behinderten den Verkehr und die Feldbearbeitung, da sie alle Fahrzeuge und auch einzelne Personen sofort angriffen. Am 29. März erschienen die ersten US-Soldaten aus Richtung Adorf überraschend im Dorf. Am folgenden Tag fuhren große Truppenverbände an Borntosten vorbei. Ein Verband mit etwa 1000 Soldaten schlug für einige Wochen ein Lager um das Dorf auf. Zwei einheimische Soldaten der Wehrmacht, die sich im Dorf versteckt hatten, wurden von Fremdarbeitern verraten und in ein Lager abtransportiert. Die Amerikaner ließen den Bürgermeister im Amt. Dieser war seit 1929 Bürgermeister und hatte nie einer Partei angehört.
Im Zweiten Weltkrieg fielen neun Borntostener als Soldaten, davon die meisten an der Ostfront. Maria Silberberg kam in einem KZ um.
Am 1. Januar 1975 wurde Borntosten mit dem Sauerland/Paderborn-Gesetz (§ 13) in die neue Stadt Marsberg eingegliedert.

## Politik

### Wappen
| Wappen der ehemaligen Gemeinde Borntosten | Blasonierung: In Schwarz ein von der Mitte des unteren Schildrandes aufsteigender, in der Schildmitte nach beiden Seiten abfallender blauer Springbrunnen unter drei silbernen (weißen) Reihen das Schildhaupt ausfüllender Steine, deren unterste leicht gewölbt ist. Beschreibung: Dem Brunnen verdankt der Ort seinen Namen. Schwarz und Silber sind Hinweis auf die früheren Landesherren, die Kurfürsten von Köln. Die amtliche Genehmigung erfolgte am 8. August 1966. |

## Bauwerke
In der Liste der Baudenkmäler in Marsberg sind für Borntosten fünf Baudenkmale aufgeführt.